# Banque Nationale de Paris
Banque Nationale de Paris — крупный французский банк. Он был основан в 1966 году в результате слияния Comptoir national d'escompte de Paris (CNEP, основан в 1848 году) и Banque nationale pour le commerce et l'industrie (основан в 1932 году). В 1999 году организация объединилась с Paribas и основала BNP Paribas.

## Описание
В 1966 году французское правительство приняло решение о слиянии Comptoir national d'escompte de Paris с Banque nationale pour le commerce et l'industrie для создания BNP.
В 1990 году банк BNP вступил в альянс с Dresdner Bank и поддержал совместное предприятие с Dresdner Bank для выхода на российский рынок, поддержав филиал Dresdner Bank в Санкт-Петербурге с близким другом Владимира Путина Маттиасом Варнигом в качестве председателя. Этот альянс по выходу на рынки Восточной Европы продолжался до декабря 2000 года.
Банк BNP повторно был приватизирован в 1993 году под руководством Мишеля Пеберо в рамках политики приватизации второго правительства Ширака.